# Campeonato Peruano de Fútbol de 1960
El Campeonato Peruano de Fútbol de 1960, denominado como «XLIV Campeonato Profesional», fue la edición número 44 de la Primera División del Perú. Se jugó desde el 27 de agosto hasta el 18 de diciembre de 1960. Su organización estuvo a cargo de la Asociación Central de Fútbol (ACF) y contó con la participación de diez equipos. 
El campeón fue Universitario de Deportes. Mariscal Castilla terminó en último lugar y descendió a Segunda División del Perú.

## Formato
El formato era enfrentamientos de ida y vuelta de todos contra todos. El primero de la tabla iba clasificado a la Copa de Campeones de América 1961. Para el descenso, el último de la tabla general perdía la categoría.

## Ascensos y descensos
| Posición | Ascendido de Segunda División 1959 |
| -------- | ---------------------------------- |
| 1º       | Mariscal Sucre                     |

| Posición | Descendido de Primera División 1959 |
| -------- | ----------------------------------- |
| 10º-     | Unión América                       |

## Equipos participantes
| Club                      | Ciudad | Entrenador        |
| ------------------------- | ------ | ----------------- |
| Alianza Lima              | Lima   | Alfonso Huapaya   |
| Atlético Chalaco          | Callao | César Viccino     |
| Centro Iqueño             | Lima   | Miguel Ortega     |
| Ciclista Lima             | Lima   | Alejandro Heredia |
| Deportivo Municipal       | Lima   | Roberto Drago     |
| Mariscal Castilla         | Lima   | Luis López        |
| Mariscal Sucre            | Lima   | Juan Bulnes       |
| Sport Boys                | Callao | Marcos Calderón   |
| Sporting Cristal          | Lima   | Carlos Peucelle   |
| Universitario de Deportes | Lima   | Segundo Castillo  |

## Tabla de posiciones
| Pos. | Equipo                    | PJ | PG | PE | PP | GF | GC | DG  | PTOS |
| ---- | ------------------------- | -- | -- | -- | -- | -- | -- | --- | ---- |
| 1    | Universitario de Deportes | 18 | 11 | 3  | 4  | 39 | 26 | +13 | 25   |
| 2    | Sport Boys                | 18 | 9  | 6  | 3  | 29 | 23 | +6  | 24   |
| 3    | Sporting Cristal          | 18 | 9  | 4  | 5  | 37 | 26 | +11 | 22   |
| 4    | Deportivo Municipal       | 18 | 9  | 3  | 6  | 47 | 33 | +14 | 21   |
| 5    | Centro Iqueño             | 18 | 7  | 6  | 5  | 35 | 30 | +5  | 20   |
| 6    | Alianza Lima              | 18 | 6  | 4  | 8  | 29 | 33 | -4  | 16   |
| 7    | Atlético Chalaco          | 18 | 4  | 7  | 7  | 27 | 31 | -4  | 15   |
| 8    | Mariscal Sucre            | 18 | 5  | 4  | 9  | 36 | 40 | -4  | 14   |
| 9    | Ciclista Lima             | 18 | 5  | 4  | 9  | 27 | 40 | -13 | 14   |
| 10   | Mariscal Castilla         | 18 | 4  | 1  | 13 | 30 | 54 | -24 | 9    |

PJ = Partidos jugados; PG = Partidos ganados; PE = Partidos empatados; PP = Partidos perdidos; GF = Goles a favor ; GC = Goles en contra; DG = Diferencia de goles; Pts = Puntos
|  | Campeón                            |
|  | Descendido a Segunda División 1961 |

|                         |
| Campeón Nacional        |
| Universitario 9º título |

## Resultados
| Local \ Visitante   | ALI | CHA | IQU | CIC | MUN | CMC | MSU | SBA | CRI | UNI |
| ------------------- | --- | --- | --- | --- | --- | --- | --- | --- | --- | --- |
| Alianza Lima        |     | 0–3 | 0–4 | 2–4 | 1–2 | 5–0 | 1–1 | 2–1 | 0–2 | 1–0 |
| Atlético Chalaco    | 1–1 |     | 1–3 | 2–2 | 1–0 | 3–5 | 2–0 | 3–4 | 1–1 | 1–1 |
| Centro Iqueño       | 2–2 | 1–1 |     | 1–0 | 1–1 | 4–2 | 4–4 | 0–1 | 3–2 | 2–1 |
| Ciclista Lima       | 1–0 | 1–1 | 1–3 |     | 2–6 | 1–0 | 2–4 | 1–1 | 1–0 | 1–2 |
| Deportivo Municipal | 3–5 | 3–1 | 1–1 | 2–1 |     | 4–1 | 6–3 | 1–2 | 1–1 | 2–3 |
| Mariscal Castilla   | 1–5 | 1–2 | 2–1 | 1–2 | 2–6 |     | 4–2 | 0–3 | 2–4 | 1–0 |
| Mariscal Sucre      | 1–3 | 1–1 | 3–1 | 4–2 | 1–4 | 2–2 |     | 5–0 | 0–1 | 2–0 |
| Sport Boys          | 0–0 | 2–1 | 1–1 | 5–2 | 1–3 | 2–1 | 1–0 |     | 2–2 | 1–1 |
| Sporting Cristal    | 5–0 | 2–1 | 4–1 | 1–1 | 3–1 | 3–2 | 3–1 | 0–2 |     | 0–2 |
| Universitario       | 2–1 | 3–1 | 3–1 | 4–3 | 4–0 | 5–3 | 3–2 | 0–0 | 5–3 |     |

## Goleadores
| Jugador           | Equipo                    | Goles |
| ----------------- | ------------------------- | ----- |
| Fernando Olaechea | Centro Iqueño             | 18    |
| Sigifredo Vargas  | Atlético Chalaco          | 15    |
| Daniel Ruiz       | Universitario de Deportes | 14    |
| Óscar Montalvo    | Deportivo Municipal       | 13    |
| Ángel Uribe       | Universitario de Deportes | 13    |
| Faustino Delgado  | Sporting Cristal          | 11    |
| Valeriano López   | Sport Boys                | 10    |
| Jorge Lama        | Sporting Cristal          | 10    |
| Oscar Miguez      | Sporting Cristal          | 10    |